# Кристиан Тибони
Кристиан Тибони (на италиански: Christian Tiboni, роден на 6 април 1988 година в Бергамо, Италия) е италиански футболист, нападател, състезаващ се за ЦСКА в българска А футболна група.

## Кариера
Кристиан започва кариерата си в младежките формации на Аталанта БК. Играе един сезон в Серия Б, за „Аталанта“ през сезон 2005-2006, като потенциалът му по-късно убеждава елитният „Удинезе“ да закупи половината от договорните му права за началото на сезон 2006-2007, заменяйки го за Фернандо Тисоне.
Даден е под наем на Пиза през лятото на 2007 г., но не успя да направи добър сезон, като след края на есения полусезон е преотстъпен в Серия „C1“, където играе с екипа на „Сасуло“ от януари 2008 година. През юни 2008 г. Аталанта отново го прибират, но по9късно го преотстъпва на „Верона“.
През лятото на 2010 е през договор с полския тим – Висла (Краков), но не успява да се договори с поляците.
На 29 юли 2010 г. е представен за ново попълнение на ПФК ЦСКА (София), подписвайки за една година плюс опция за още две години. С пристигането си в софийския клуб, той става четвъртият италианец в клуба.

## За ПФК ЦСКА (София)
| Клуб         | Сезон   | А ФГ   | А ФГ   | А ФГ       | Купа   | Купа   | Купа       | Лига Европа | Лига Европа | Лига Европа | Общо   | Общо   | Общо       |
| Клуб         | Сезон   | Мачове | Голове | Асистенции | Мачове | Голове | Асистенции | Мачове      | Голове      | Асистенции  | Мачове | Голове | Асистенции |
| ------------ | ------- | ------ | ------ | ---------- | ------ | ------ | ---------- | ----------- | ----------- | ----------- | ------ | ------ | ---------- |
| ЦСКА (София) | 2010–11 | 4      | 0      | 0          | 0      | 0      | 0          | 1           | 1           | 0           | 5      | 1      | 0          |
| ЦСКА (София) | Общо    | 4      | 0      | 0          | 0      | 0      | 0          | 1           | 1           | 0           | 5      | 1      | 0          |